# SN 1604

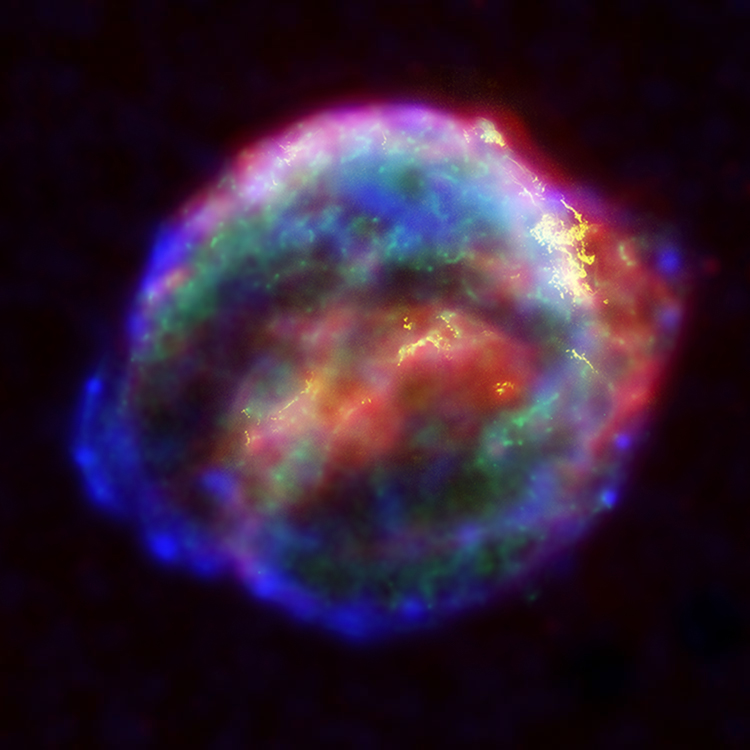
obraz zbytků Keplerovy supernovy ve falešných barvách, složený ze 4 různých pozorování

SN 1604, přezdívaná též Keplerova supernova, je supernova, poslední, která byla v Mléčné dráze dobře pozorovatelná pouhým okem. Poprvé byla pozorována 9. října roku 1604. Jasnost supernovy se z původně nevýrazné hvězdy náhle zvýšila na −2,5 zdánlivé hvězdné velikosti, a tak byla pozorovatelná prostým okem celý rok. Důkladněji ji studoval Johannes Kepler v Praze. Poprvé ji spatřil 17. října, svá pozorování později shrnul do pojednání De stella nova in pede Serpentarii (O nové hvězdě v Hadonošově noze). Supernova se nachází v souhvězdí Hadonoše, ve vzdálenosti přibližně 20 000 světelných let od Země. Jednotlivé části vyvrženého materiálu se pohybují rychlostí 7,2 milionů km/h.